# Yuanhou
Yuanhou (kinesiska: 元厚, 元厚镇) är en köping i Kina. Den ligger i provinsen Guizhou, i den sydvästra delen av landet, omkring 200 kilometer norr om provinshuvudstaden Guiyang. Antalet invånare är 12038. Befolkningen består av 5 767 kvinnor och 6 271 män. Barn under 15 år utgör 25,0 %, vuxna 15-64 år 63 %, och äldre över 65 år 11,0 %.